# Exetastes rhampha
Exetastes rhampha là một loài tò vò trong họ Ichneumonidae.